# Vrijmetselaarstempel van de Cercle des Amis philanthropes

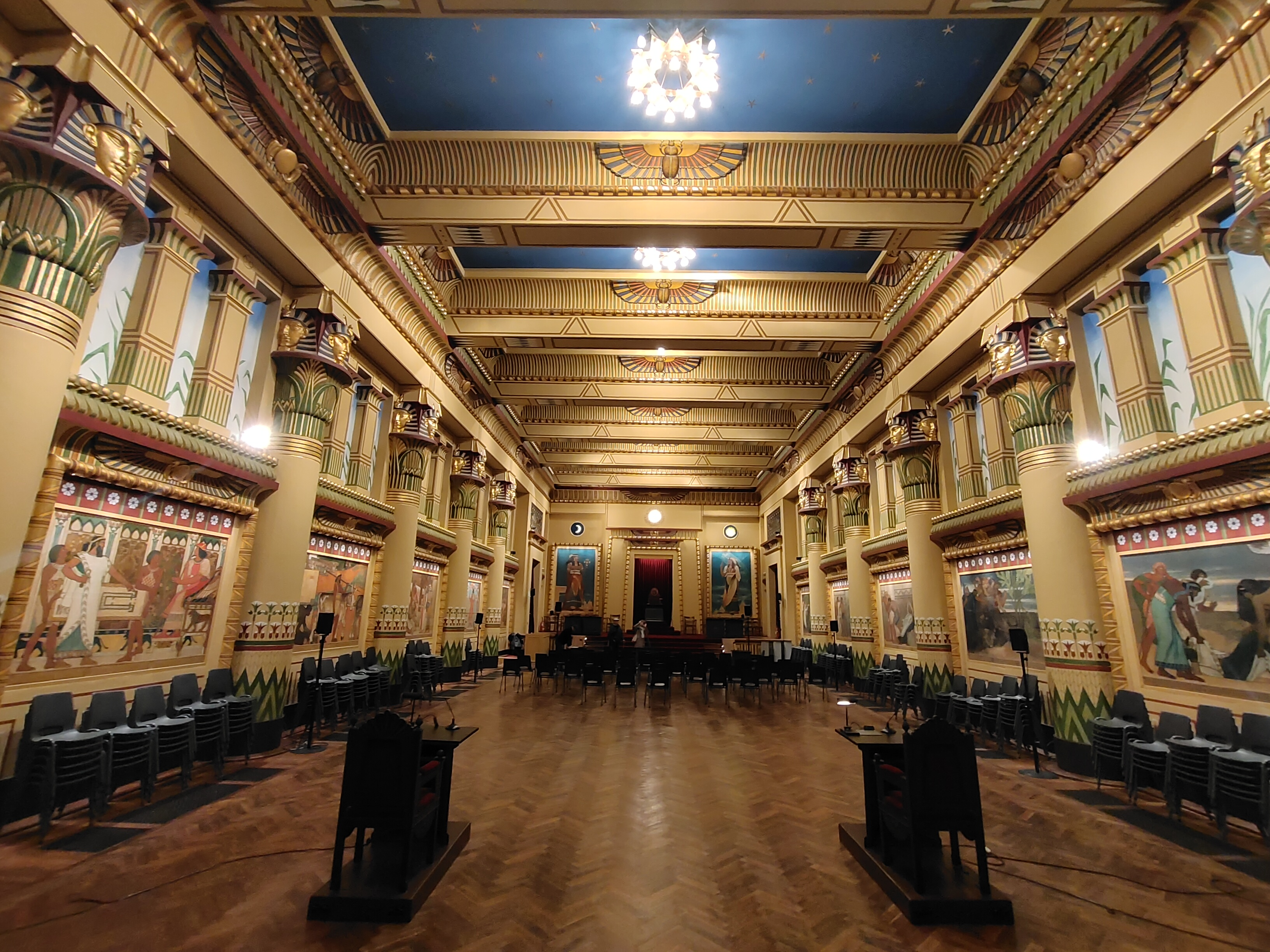
Grote tempel

De Vrijmetselaarstempel van de Cercle des Amis philanthropes is een tempelcomplex van de vrijmetselarij in de Peterseliestraat in Brussel. Het is gecreëerd in 1877 door de verbouwing van een neoclassicistisch gebouw van Claude Fisco uit 1774-1776. Twee van de negen tempels zijn in egyptiserende stijl. Bescherming werd verleend in 1975, uitgebreid in 1998.

## Geschiedenis
Oorspronkelijk werd het gebouw opgetrokken bij de aanleg van het Martelaarsplein, waarvan het de gevelesthetiek volgde. Met een iets rijkere decoratie sloot het een perspectief af. In de 19e eeuw vestigde de hoffotograaf Louis Ghémar zijn galerij en atelier in het gebouw. Hiervoor werd de binnenkoer ingenomen. De werken werden uitgevoerd in 1867 en 1873 naar plannen van E. Janlet. Onder Eugène Goblet d'Alviella, achtbare grootmeester van de Les Amis Philanthropes nº 1, nam de loge er haar intrek. De verbouwingsplannen van Adolphe Samyn, die medewerking kreeg van Ernest Hendrickx en Jean De Blois, voorzagen in twee egyptiserende tempels. De werken startten in 1877 en op 26 januari 1879 werd het geheel ritueel ingehuldigd. Een grondige transformatie werd in 1937 doorgevoerd door de architect Charles Lambrichs. Er kwam een nieuwe zuidgevel in neotraditionele stijl en de twee Egyptische tempels kregen bijkomende tribunes. De tempel is gerestaureerd in 1932 en in 2014-2015.   

## Grote tempel
De grote tempel is opgevat als een open binnenplaats bij nacht. Het plafond is beschilderd met een sterrenhemel. Samyn ritmeerde de zaal door halfzuilen met papyrusvormige en hathorische kapitelen. Het beigekleurige stucdecor, met opgerichte cobra's en gevleugelde zonneschijven, is het werk van Alban Chambon. De decoratieve schilderingen zijn van Gustave Janlet. De historische en symbolische taferelen op doek zijn geschilderd door Louis Delbeke onder leiding van Jan Verhas. Een eerste cyclus toont de constructie van de tempel van Salomo en een tweede de passie van Hiram. Naast de troon van de grootmeester hangt aan weerszijden een allegorie: links de operatieve vrijmetselarij en rechts de speculatieve vrijmetselarij. 

## Middentempel
De tweede egyptiserende tempel was oorspronkelijk de kleine tempel en vervolgens de middentempel. Papyrusvormige zuilen scheiden panelen beschilderd met vrijmetselaarstaferelen en nilotische plantencomposities.